# Apeadeiro de São Francisco
O apeadeiro de São Francisco foi uma interface da Linha do Algarve, que servia a zona de São Francisco, na cidade de Faro, em Portugal.

## Descrição

### Localização e acessos
O local deste interface situa-se na Horta da Areia, no sudeste da cidade de Faro, junto ao largo do mesmo nome e contíguo à Rua Engenheiro Joaquim Lopes Belchior —  a curta distância do centro histórico (Afonso III).

### Infraestrutura
A plataforma situava-se do lado norte da via (lado esquerdo do sentido ascendente, para Vila Real de Santo António).

## História

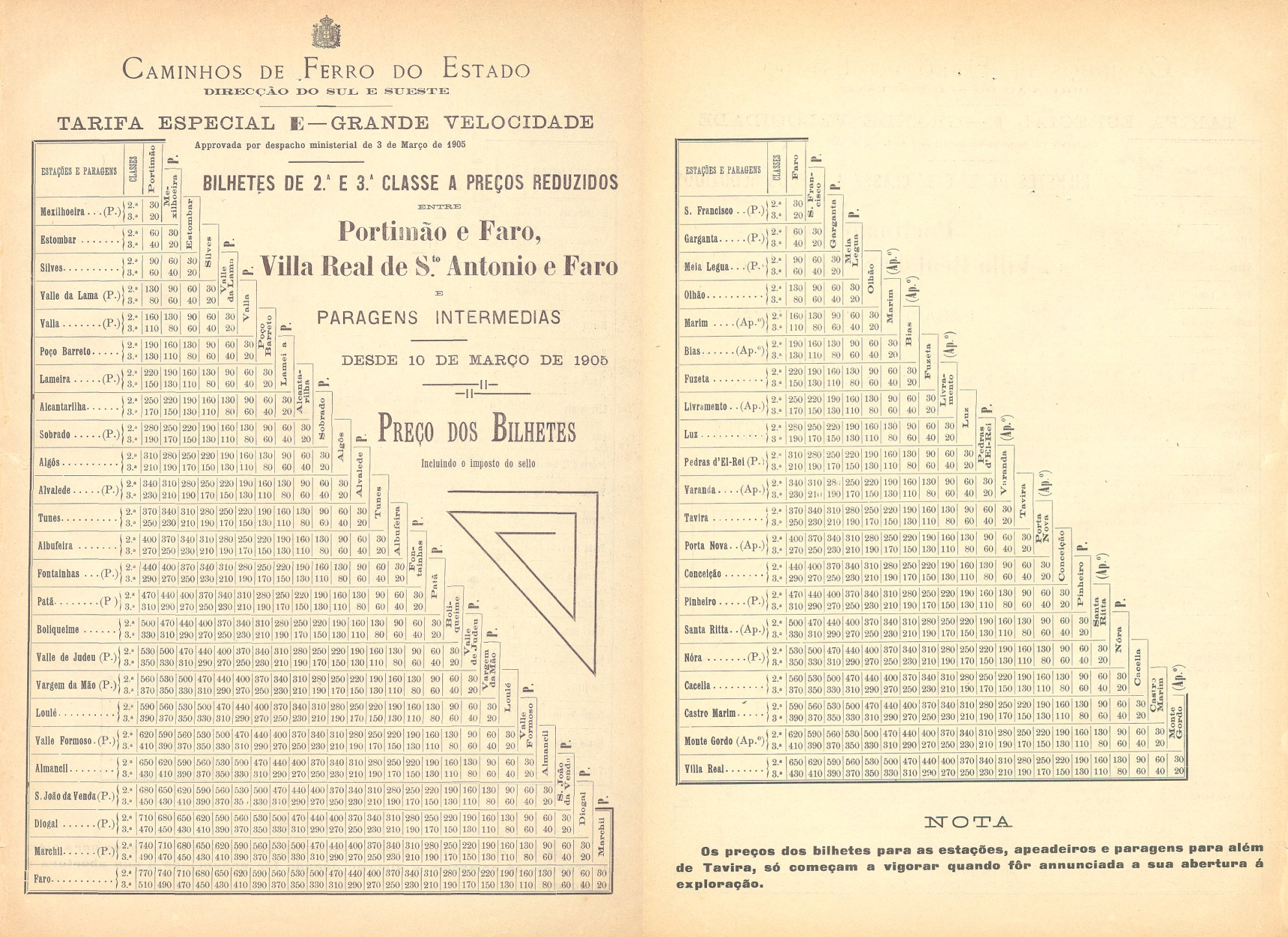
Aviso de 1905 dos Caminhos de Ferro do Estado, onde São Francisco aparece com a categoria de paragem.

Este apeadeiro situava-se no lanço da Linha do Algarve entre Faro e Olhão, que foi aberto à exploração em 1 de Maio de 1904 pela divisão do Sul e Sueste dos Caminhos de Ferro do Estado, sendo nessa altura considerado parte do Caminho de Ferro do Sul.
Em 1905 foi pedida a concessão para a construção de uma ligação ferroviária ligeira assente na estrada, a tração animal, elétrica, ou a vapor, ligando este apeadeiro à estação de Loulé, passando por Conceição, Estoi, São Brás de Alportel, São Romão, e Loulé, num total de cerca de quarenta quilómetros. Este ferrovia ligeira não chegou a ser construída.[carece de fontes?]
Em 21 de Janeiro de 1917, o jornal O Algarve denunciou as más condições em que estavam os acessos ao Apeadeiro de São Francisco: «está muito mau o transito desde apeadeiro para a cidade, agora nestes tempos de predominancia das chuvas e dos temporaes do sul. Para mais a iluminação daquele largo não se faz. Os passageiros que nos visitam de Sotavento nos comboios da noite veem-se embaraçados para poder chegar aos seus destino. [sic] Se ao menos houvesse uns lampeões rasteiros só até ás horas da passagem dos comboios!»
Em Maio de 1933, a Comissão Administrativa do Fundo Especial de Caminhos de Ferro estava a apreciar dois concursos para a expansão deste apeadeiro, um para ampliação da plataforma, e outro para construção de um abrigo de passageiros em betão armado. Esta intervenção foi feita no âmbito de um programa da Companhia dos Caminhos de Ferro Portugueses para melhorar as suas gares ferroviárias, após ter começado a explorar as antigas linhas dos Caminhos de Ferro do Estado. Em Junho desse ano, o Ministro das Obras Públicas aprovou a adjudicação destas obras a Eduardo Martins Seromenho, pelo valor de 29.500$00. O jornal Correio Algarvio de 1 de Novembro desse ano noticiou que a C. P. tinha ordenado a construção de um edifício destinado a passageiros «no local onde existiu o apeadeiro de S. Francisco», construído em ferro e cimento armado, e descreve-o como um plano «vasto», «devendo a plataforma, e respectiva cobertura, abranger o comprimento de um comboio de formação vulgar, o que garante abrigo e comodidade ao público». Acrescentou igualmente que os trabalhos de construção iam muito adiantados. Em Abril de 1935, já tinham sido concluídas as obras no apeadeiro.
Em 6 de Abril de 1950, o jornal Correio do Sul noticiou que a operadora Companhia dos Caminhos de Ferro Portugueses estava a planear a instalação de dois apeadeiros na periferia de Faro, um na Porta Nova e outro em Bom João, ambos servindo os mesmos locais do que o apeadeiro de São Francisco mas em melhores condições, motivo pelo qual especulou que esta interface viria a ser encerrada.

Em 1990 o apeadeiro deixou de ser utilizado, tendo sido posteriormente abandonado. Durante as obras de requalificação e reurbanização da zona da Alameda e do Largo de São Francisco, este apeadeiro acabou por ser demolido em 1993, apresentando-se nessa altura em mau estado de conservação.[carece de fontes?]